# 면역 형광법
면역 형광법(免疫螢光法, immunofluorescence)는 면역세포화학에서 특정 단백질의 항원 결정기에 대한 첫 번째 항체를 붙이고 이차적으로 첫번 째 항체에 달라붙는 이차 항체를 붙이는 방법이다. 두번째 항체의 끝에는 형광이 붙어 있기 때문에 현미경을 통해 관찰하면 특정 단백질이 세포내에서 형광으로 염색되어 있는 것을 확인할 수 있다. 몇개의 단백질이 서로 붙어 있을 경우, 이 단백질들에 대한 서로 다른 항체와 형광색을 이용하여 면역형광염색법을 실시하면 이 단백질들이 어떤 부위에서 서로 붙어 있는지 확인할 수 있다. 면역형광검사법은 피부에 대한 자가항체(autoantibody)를 찾아내는 것으로서 직접면역형광검사는 피부에 침착된 자가항체를, 간접면역형광검사시에는 혈청내 자가항체를 찾아내는데 유용하다.

## 같이 보기
- 항체
- 형광
- 면역조직화학